# Chedly El Okby (écrivain)
Ne pas confondre avec l'homme politique Chedly El Okby.
 (avril 2012).
Si vous disposez d'ouvrages ou d'articles de référence ou si vous connaissez des sites web de qualité traitant du thème abordé ici, merci de compléter l'article en donnant les références utiles à sa vérifiabilité et en les liant à la section « Notes et références ».
Chedly El Okby, né le 7 juillet 1945 à La Marsa, est un écrivain tunisien d'expression française. 

## Biographie
Chedly El Okby suit un cursus scolaire à l'école primaire Claude-Bernard du Belvédère à Tunis, puis au lycée Carnot de Tunis. Il étudie les lettres françaises à la faculté des lettres et des sciences humaines de Tunis puis obtient une licence ès lettres et un diplôme d'études supérieures portant sur Le complexe de culture dans l'œuvre critique de Gaston Bachelard à la Sorbonne en 1970.
Il est l'auteur de quatre romans dont l'un, Le Bâtonnier, connaît un grand succès, au point de se faire remarquer dans le florilège Le Goût de Tunis qui en publie de larges extraits.
Ses romans policiers, publiés sous le nom de plume Al Sid, sont cités dans une thèse de doctorat portant sur la littérature maghrébine francophone soutenue à la Sorbonne et une autre à l'université Bordeaux-Montaigne.

## Généalogie
Il est le fils de Moncef El Okby, avocat à la cour d'appel, membre du Grand Conseil et président du Club africain pendant dix ans, et le petit-fils de Chedly El Okby, gouverneur de la ville de Tunis (Cheikh El Médina), président de l'association des habous et à ce titre principal bailleur de fonds de la Grande mosquée de Paris.
Son aïeul, Mohamed Seghaier El Okby, est un proche collaborateur de l'émir Abdelkader qui lui confie le commandement du front oriental en Algérie. Enfin, sa mère, Mimi El Okby née Guellaty, est la nièce de Hassen Guellaty, fondateur du Destour en 1920 puis du Parti réformiste tunisien en 1922.

## Publications
- Rouges-gorges et souris ravageuses, Carthage, Alyssa, 1998, 120 p. (ISBN 978-9973758125).
- Machettes, coconuts et grigris à Conakry, Carthage, Alyssa, 2000, 157 p. (OCLC 46363526).
- Le bâtonnier : roman, Tunis, Cérès, 2002, 150 p. (ISBN 978-9973195609).
- Paysages d'automne, Carthage, Cartaginoiseries, 2009, 108 p. (ISBN 978-9973704108).